# Symplocodes brachialis
Symplocodes brachialis är en kackerlacksart som beskrevs av Feng, P. och Guo 1990. Symplocodes brachialis ingår i släktet Symplocodes och familjen småkackerlackor. Inga underarter finns listade i Catalogue of Life.